# Polymixis squamosa
Polymixis squamosa là một loài bướm đêm trong họ Noctuidae.